# 天主教圣路易斯-德卡塞里斯教区
天主教聖路易斯-德卡塞里斯教區（拉丁語：Dioecesis Sancti Aloisii de Caceres），是巴西一個天主教教區，位於馬托格羅索州西南部，包括廿六個市。屬庫亞巴總教區。
教區成立於1910年4月5日。2010年有教友334,000人，佔總人口78.0%。有廿一個堂區、司鐸卅九人。現任教區主教為安多尼·埃米迪奧·維拉爾。